# Matthew Soukup
Matthew Soukup, född 31 augusti 1997, är en kanadensisk backhoppare. Han deltog i Världsmästerskapen i nordisk skidsport 2019 i Innsbruck/Seefeld men blev utslagen ur kvalet i både stor backe och normalbacke. Hans bästa placering i världscupen i backhoppning är en 46:e plats från Sapporo 2019.
Vid olympiska vinterspelen 2022 i Peking tog Soukup brons tillsammans med Alexandria Loutitt, Abigail Strate och Mackenzie Boyd-Clowes i den mixade lagtävlingen.